# Jesus på korset hänger i vånda
Jesus på korset hänger i vånda skrevs 1768 av Olof Strandberg. Sången är av herrnhutisk karaktär och är bland annat publicerad under "Sånger att läsas" i Lova Herren 1988.
Jesus på korset hänger i vånda, Jesus på korset hänger död, Lammet på tronen, Enfödde sonen, Jesus avsomnar i marter och nöd. Såret i sidan, såren på händren, Såren på föttren, ack, sårade vän! Fåren, ack, fåren! Såren, ack, såren! Fåren i såren och dörren igen.